# Adam Somner
Adam Somner (Londra, 1967 – Los Angeles, 27 novembre 2024) è stato un regista e produttore cinematografico britannico, candidato al Premio Oscar al miglior film per Licorice Pizza.

## Biografia
Nato nel 1967 a Londra, grazie al padre Basil, che lavorava per la Metro-Goldwyn-Mayer, Somner ha ottenuto il suo primo impiego nel mondo del cinema quando aveva 17 anni. Già negli anni '80, ha iniziato a lavorare come assistente alla regia. Nella sua carriera, ha collaborato principalmente con Steven Spielberg, Ridley Scott, Tony Scott e Paul Thomas Anderson. Successivamente, ha iniziato a lavorare anche come produttore cinematografico. Nel 2022 è stato candidato al Premio Oscar e al Premio BAFTA al miglior film per Licorice Pizza. È morto di cancro anaplastico della tiroide il 27 novembre 2024 a Los Angeles.

## Filmografia

### Aiuto regista

#### Cinema
- Indiana Jones e l'ultima crociata (Indiana Jones and the Last Crusade), regia di Steven Spielberg (1989)
- Great Balls of Fire! - Vampate di fuoco (Great Balls of Fire!), regia di Jim McBride (1989)
- Enrico V (Henry V), regia di Kenneth Branagh (1989)
- Memphis Belle, regia di Michael Caton-Jones (1990)
- Tre scapoli e una bimba (Three Men and a Little Lady), regia di Emile Ardolino (1990)
- Havana, regia di Sydney Pollack (1990)
- La casa Russia (The Russia House), regia di Fred Schepisi (1990)
- Robin Hood - Principe dei ladri (Robin Hood: Prince of Thieves), regia di Kevin Reynolds (1991)
- La forza del singolo (The Power of One), regia di John G. Avildsen (1992)
- La città della gioia (City of Joy), regia di Roland Joffé (1992)
- 1492 - La conquista del paradiso (1492: Conquest of Paradise), regia di Ridley Scott (1992)
- Ruby Cairo, regia di Graeme Clifford (1992)
- Il figlio della Pantera Rosa (Son of the Pink Panther), regia di Blake Edwards (1993)
- Viaggio in Inghilterra (Shadowlands), regia di Richard Attenborough (1993)
- Mowgli - Il libro della giungla (Rudyard Kipling's The Jungle Book), regia di Stephen Sommers (1994)
- L'Albatross - Oltre la tempesta (White Squall), regia di Ridley Scott (1996)
- Mary Reilly, regia di Stephen Frears (1996)
- La carica dei 101 - Questa volta la magia è vera (101 Dalmatians), regia di Stephen Herek (1996)
- Punto di non ritorno (Event Horizon), regia di Paul W. S. Anderson (1997)
- Soldato Jane (G.I. Jane), regia di Ridley Scott (1997)
- The Avengers - Agenti speciali (The Avengers), regia di Jeremiah S. Chechik (1998)
- La mummia (The Mummy), regia di Stephen Sommers (1999)
- Il gladiatore (Gladiator), regia di Ridley Scott (2000)
- Zoe, regia di Deborah Attoinese (2001)
- Hannibal, regia di Ridley Scott (2001)
- L'ultimo guerriero (Just Visiting) , regia di Jean-Marie Poiré (2001)
- Spy Game, regia di Tony Scott (2001)
- Black Hawk Down - Black Hawk abbattuto (Black Hawk Down), regia di Ridley Scott (2001)
- La ricompensa del gatto (Neko no ongaeshi), regia diHiroyuki Morita (2002)
- Johnny English, regia di Peter Howitt (2003)
- La leggenda degli uomini straordinari (The League of Extraordinary Gentlemen), regia di Stephen Norrington (2003)
- Seabiscuit - Un mito senza tempo (Seabiscuit), regia diGary Ross (2003)
- Man on Fire - Il fuoco della vendetta (Man on Fire), regia di Tony Scott (2004)
- Le crociate - Kingdom of Heaven (Kingdom of Heaven), regia di Ridley Scott (2005)
- La guerra dei mondi (War of the Worlds), regia di Steven Spielberg (2005)
- Munich, regia di Steven Spielberg (2005)
- Il petroliere (There Will Be Blood), regia di Paul Thomas Anderson (2007)
- Leoni per agnelli (Lions for Lambs), regia di Robert Redford (2007)
- Indiana Jones e il regno del teschio di cristallo (Indiana Jones and the Kingdom of the Crystal Skull), regia di Steven Spielberg (2008)
- Unstoppable - Fuori controllo (Unstoppable), regia di Tony Scott (2010)
- Rango, regia di Gore Verbinski (2011)
- Le avventure di Tintin - Il segreto dell'Unicorno (The Adventures of Tintin: The Secret of the Unicorn), regia di Steven Spielberg (2011)
- War Horse, regia di Steven Spielberg (2011)
- The Master, regia di Paul Thomas Anderson (2012)
- Lincoln, regia di Steven Spielberg (2012)
- The Wolf of Wall Street, regia di Martin Scorsese (2013)
- Birdman, regia di Alejandro González Iñárritu (2013)
- Vizio di forma (Inherent Vice), regia di Paul Thomas Anderson (2014)
- Il ponte delle spie (Bridge of Spies), regia di Steven Spielberg (2015)
- Revenant - Redivivo (The Revenant), regia di Alejandro González Iñárritu (2015)
- Il GGG - Il grande gigante gentile (The BFG), regia diSteven Spielberg (2016)
- Per primo hanno ucciso mio padre (First They Killed My Father), regia di Angelina Jolie (2017)
- Il filo nascosto (Phantom Thread), regia di Paul Thomas Anderson (2017)
- The Post, regia di Steven Spielberg (2017)
- Tutti i soldi del mondo (All the Money in the World), regia di Ridley Scott (2017)
- Ready Player One, regia di Steven Spielberg (2018)
- Le Mans '66 - La grande sfida (Ford v Ferrari), regia di James Mangold (2019)
- Licorice Pizza, regia di Paul Thomas Anderson (2021)
- West Side Story, regia di Steven Spielberg (2021)
- Killers of the Flower Moon, regia di Martin Scorsese (2023)
- Blitz, regia di Steve McQueen (2024)
- Una battaglia dopo l'altra (One Battle After Another), regia di Paul Thomas Anderson (2025)

#### Televisione
- L'isola del tesoro (Treasure Island), regia di Fraser C. Heston - film TV (1990)
- The Old Man and the Sea, regia di Jud Taylor - film TV (1990)
- Screen One - serie TV, episodio 5x02 (1993)
- All in the Game - miniserie TV, episodio 1x01 (1993)
- Spender - serie TV, 1 episodio (1993)
- MacGyver - Il tesoro di Atlantide (MacGyver: Lost Treasure of Atlantis), regia di Michael Vejar - film TV (1994)
- The Wanderer - serie TV, episodio 1x01 (1994)
- MacGyver: Trail to Doomsday, regia di Charles Correll - film TV (1994)
- The Governor - serie TV (1995)
- The Hunger - serie TV, 2 episodi (1997)

#### Cortometraggi
- Loom, regia di Luke Scott (2012)
- La meravigliosa storia di Henry Sugar (The Wonderful Story of Henry Sugar), regia di Wes Anderson (2023)
- The Smile: Wall of Eyes, regia di Paul Thomas Anderson (2023)

### Videoclip
- Daydreaming - Radiohead (2016)
- Right Now - Haim (2017)
- Little of Your Love - Haim (2017)
- Filthy - Justin Timberlake (2018)
- Friend of a Friend - The Smile (2024)

### Produttore
- Unstoppable - Fuori controllo (Unstoppable), regia di Tony Scott (2010)
- Le avventure di Tintin - Il segreto dell'Unicorno (The Adventures of Tintin: The Secret of the Unicorn), regia di Steven Spielberg (2011)
- War Horse, regia di Steven Spielberg (2011)
- The Master, regia di Paul Thomas Anderson (2012)
- Lincoln, regia di Steven Spielberg (2012)
- The Wolf of Wall Street, regia di Martin Scorsese (2013)
- Vizio di forma (Inherent Vice), regia di Paul Thomas Anderson (2014)
- Exodus - Dei e re (Exodus: Gods and Kings), regia di Ridley Scott (2014)
- Il ponte delle spie (Bridge of Spies), regia di Steven Spielberg (2015)
- Il GGG - Il grande gigante gentile (The BFG), regia diSteven Spielberg (2016)
- Per primo hanno ucciso mio padre (First They Killed My Father), regia di Angelina Jolie (2017)
- Il filo nascosto (Phantom Thread), regia di Paul Thomas Anderson (2017)
- The Post, regia di Steven Spielberg (2017)
- Ready Player One, regia di Steven Spielberg (2018)
- Le Mans '66 - La grande sfida (Ford v Ferrari), regia di James Mangold (2019)
- Licorice Pizza, regia di Paul Thomas Anderson (2021)
- West Side Story, regia di Steven Spielberg (2021)
- Killers of the Flower Moon, regia di Martin Scorsese (2023)
- Blitz, regia di Steve McQueen (2024)
- Una battaglia dopo l'altra (One Battle After Another), regia di Paul Thomas Anderson (2025)

### Attore
- Licorice Pizza, regia di Paul Thomas Anderson (2021)
- Blitz, regia di Steve McQueen (2024)

## Riconoscimenti
- Premio Oscar
  - 2022 - Candidatura al miglior film per Licorice Pizza
- Premi BAFTA
  - 2022 - Candidatura al miglior film per Licorice Pizza